# TV2 (Malezja)
TV2 – malezyjska stacja telewizyjna. Została uruchomiona w 1969 roku.